# Hakusan, Ishikawa
Hakusan (白山市 Hakusan-shi?) este un municipiu din Japonia, prefectura Ishikawa.